# ويلتشاير
ويلتشر (بالإنجليزية: Wiltshire)‏ هي إحدى المقاطعات البريطانية كانت تعرف في الاسم بويلتجر وتكتب بالإنكليزية بالاسم القديم /ˈwɪltʃər/ أو ˈwɪltʃɪərويلتجاير.
يتبع لويلتشر مدينة واحدة و 22 بلدة بعظها قريب لأن يصبح مدينة مثل مالكشم وتشبنهام وتروبردج

## الجغرافية
تقع في الجنوب الغربي من إنجلترا. تمتد من حدودها كلا من مقاطعات دورست Dorset، سومرست Somerset، هامبشاير Hampshire، جلوسترشاير Gloucestershire, وأوكسفوردشاير Oxfordshire,و بريكشير. Berkshire
تتميز جغرافية ويلتشر بتلالها العالية والوديان وسهولها الواسعة الجميلة ومن أشهر سهولها. سهل جسالزبوري. ويقع في ضمنها احجار بستونينج المنتصبة التاريخية ومناطق الحصان الأبيض وأيضا منطقة كبيرة لتدريب الجيش البريطاني.

## السكان

سهول ويلتشير

يبلغ عدد سكان المقاطعة حوالي 613024 حسب إحصاء عام 2001. وتبلغ الكثافة السكانية 178 نسمة لكل كيلومتر مربع (460 / ميل مربع).
وفي عام 1991 كان هناك 230109 مسكنا في البلاد. ويشكل ما نسبته 98.3 في المائة هم من السكان الأصليين، ونسبة 17.9 ٪ من السكان هم فوق سن 65 عاما.

الحصان الأبيض من بلدة ويسبري

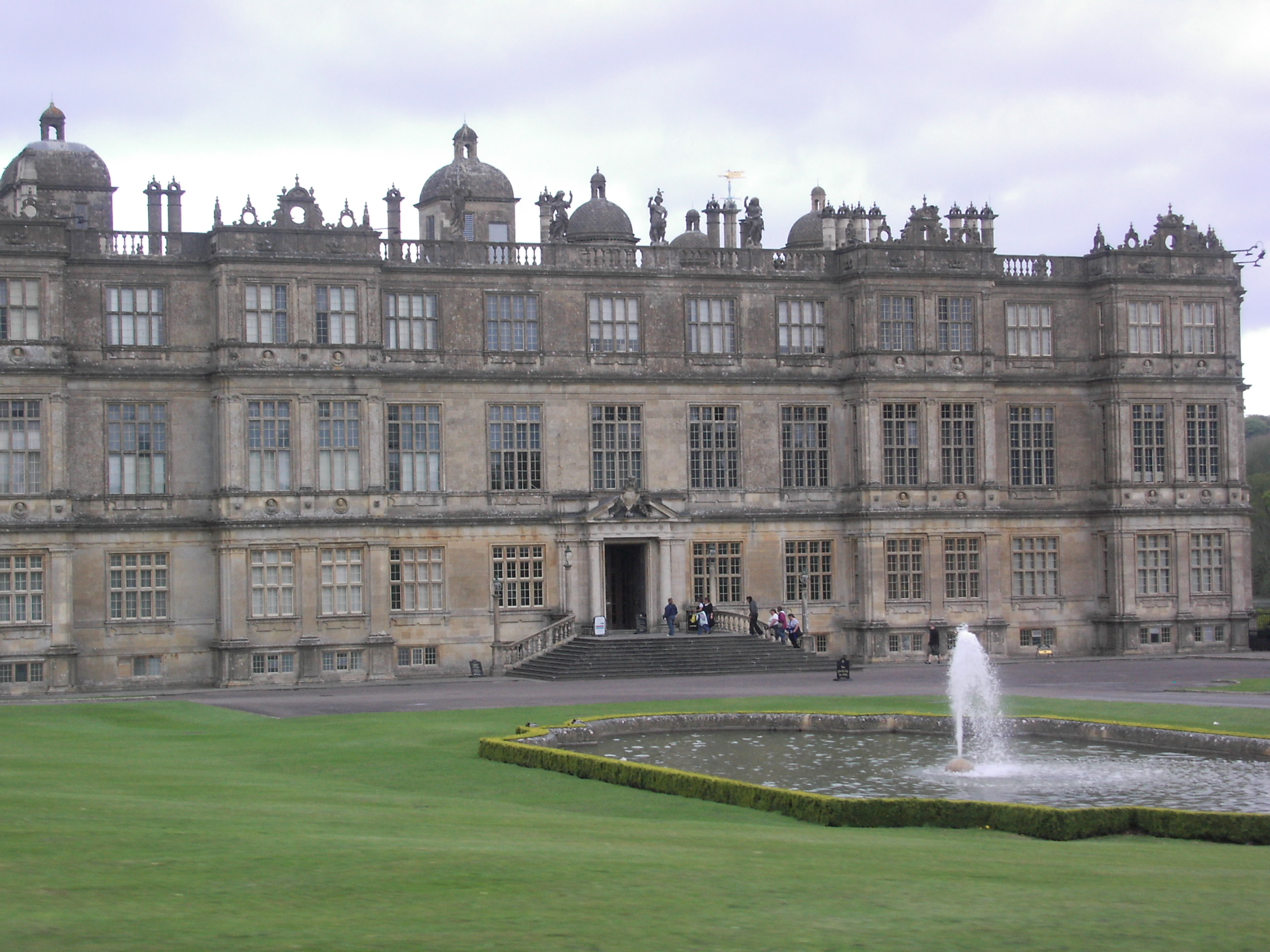
قلعة لونغ ليد في ور منستر

النمو السكاني في ويلتشر
- 1801 : 185.107
- 1851 : 254.221
- 1901 : 271.394
- 1951 : 386.692
- 2001 : 613.024

## بلدات وقرى في ويلتشر
- -تشبنهام Chippenham
- _تروبردج Trowbridge
- _ويسبري Westbury
- _مالكشم Melksham
- _كان Calne
- _براد اون افون Bradford on Avon
- _ديفايسيس Devizes
- _هيلبرتون Hilperton
- _سمنغتون Semington
- ساوث ويك Southwick
- _مي رMere
- اميسبوري Amesbury
- _كورشام Corsham
- _كريكليد Cricklade
- _هاي ورث Highworth
- لودغيرشول Ludgershall
- _مالسبوري Malmesbury
- _مارلبرهMarlborough
- __سويندن Swindon
- _ ساليسبوري Salisbury (city)
- _ سويندون Swindon
- _تيدورث Tidworth
- _تيسبوري Tisbury
- _ورمينيستر Warminster
- _ويلتون Wilton
- _وولتون Wootton